# Dimetil sulfid:citohrom c2 reduktaza
Dimetil sulfid:citohrom c2 reduktaza (EC 1.8.2.4, Ddh (gen)) je enzim sa sistematskim imenom dimetil sulfid:citohrom-c2 oksidoreduktaza. Ovaj enzim katalizuje sledeću hemijsku reakciju
dimetil sulfid + 2 fericitohrom c2 +2O {\displaystyle \rightleftharpoons } dimetil sulfoksid + 2 ferocitohrom c2 + 2 H+
Ovaj enzim iz bakterija Rhodovulum sulfidophilum vezuje molibdopterin guanin dinukleotid, hem B i [] klustere.

## Literatura
- Nicholas C. Price; Lewis Stevens (1999). Fundamentals of Enzymology: The Cell and Molecular Biology of Catalytic Proteins (Third изд.). USA: Oxford University Press. ISBN 019850229X.
- Eric J. Toone (2006). Advances in Enzymology and Related Areas of Molecular Biology, Protein Evolution (Volume 75 изд.). Wiley-Interscience. ISBN 0471205036.
- Branden C; Tooze J. Introduction to Protein Structure. New York, NY: Garland Publishing. ISBN 0-8153-2305-0.
- Irwin H. Segel. Enzyme Kinetics: Behavior and Analysis of Rapid Equilibrium and Steady-State Enzyme Systems (Book 44 изд.). Wiley Classics Library. ISBN 0471303097.

## Spoljašnje veze
- Dimethyl+sulfide:cytochrome+c2+reductase на 